# Альфред Альтенберґ
Альфред Альтенберґ (Altenberg; 1877-1924) — львівський видавець і книготорговець; видавав репродукції творів мистецтва, твори польських письменників, наукові та науково-популярні праці, головним чином у галузі гуманістики, журнали. Дядько диригента Мар'яна Альтенберґа.
Його книгарня в 1910—1912 роках, а потім до 1920 р. видавнича спілка «Г. Альтенберґ, Г. Зайфарт, Е. Венде і спілка» діяла в приміщенні готелю «Жорж».